# Estação Ferroviária de Fratel

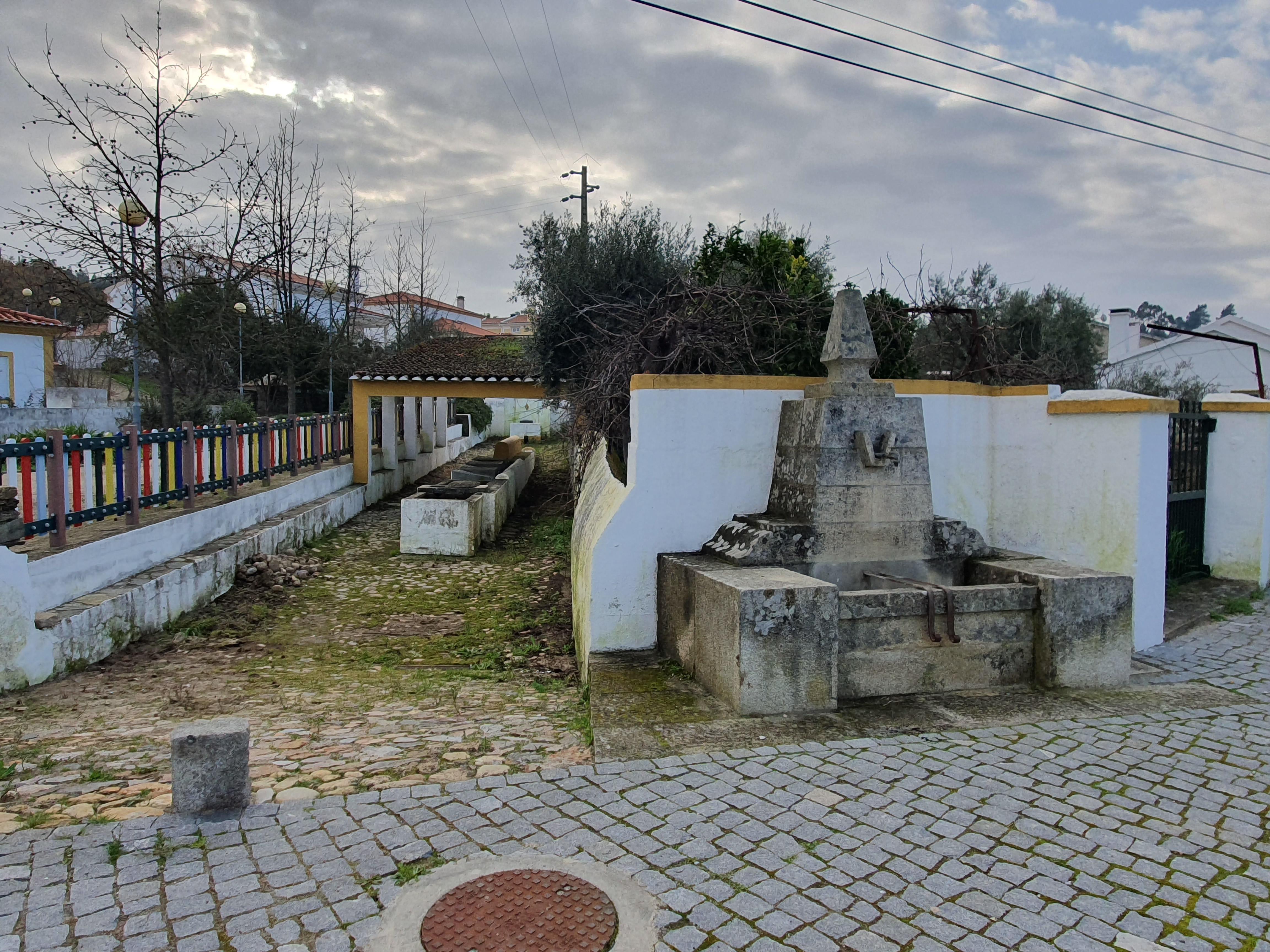
Chafariz e Lavadouro no Fratel, situado à saída da vila, na estrada que leva à estação.

A Estação Ferroviária de Fratel é uma interface ferroviária da Linha da Beira Baixa, que serve a freguesia de Fratel, no município de Vila Velha de Ródão, em Portugal.

## Descrição

### Infraestrutura
Em Janeiro de 2011, contava com duas vias de circulação, ambas com 394 m de comprimento; as plataformas tinham ambas 184 m de extensão, e 70 cm de altura.

### Serviços
A estação é utilizada por serviços Regionais, da operadora Comboios de Portugal.

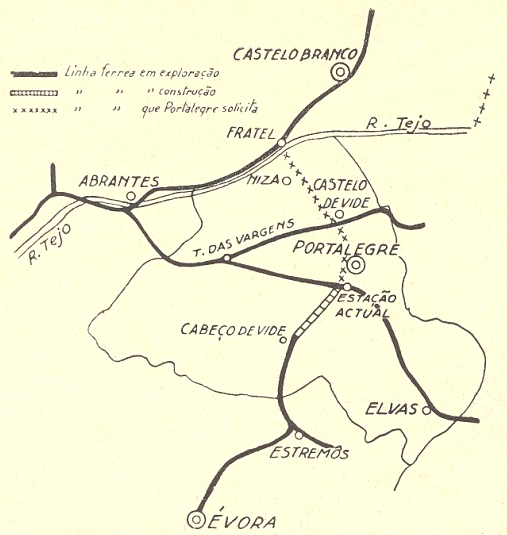
Plano para um caminho de ferro entre a Estação de Portalegre, na Linha do Leste, e a Estação de Fratel, passando pela cidade de Portalegre, e pela Estação de Castelo de Vide, no Ramal de Cáceres.

## História
A Estação encontra-se no troço entre Abrantes e Covilhã da Linha da Beira Baixa, que começou a ser construído nos finais de 1885, e entrou em exploração no dia 6 de Setembro de 1891.
Em 1927, foi formada uma comissão para a revisão do plano da rede ferroviária, que propôs que a linha de Estremoz a Portalegre, já em construção, fosse prolongada até Fratel, passando por Castelo de Vide. No entanto, as autoridades militares discordaram desta proposta, e não chegou a ser aprovada pelo governo, tendo a linha ficado apenas até Estremoz no Plano da Rede. No relatório de 1931 a 1935 da Junta Autónoma das Estradas, estava indicado que a localidade de Fratel tinha sido ligada à estação ferroviária.

A série Estação da Minha Vida, da Rádio Televisão Portuguesa, foi baseada na estação de Fratel, tendo as filmagens ocorrido em 2001.